# Enrico Sertoli
Enrico Sertoli (Sondrio, 6 de junio de 1842 - ibíd., 28 de enero de 1910) fue un fisiólogo y pedagogo italiano, descubridor de las células que llevan su nombre y son responsables del desarrollo de los espermatozoides dentro de los túbulos seminíferos.

## Primeros años
Nació en una familia noble, su padre Giuseppe Sertoli era ingeniero y su madre fue Carlotta Speciani. 

Enrico fue el segundo de cinco hermanos.

## Etapa académica
Se inscribió en la facultad de medicina de la Universidad de Pavía en 1860. Tuvo entre sus profesores a Bartolomeo Panizza y Paolo Mantegazza. Algunos de sus compañeros fueron Giulio Bizzozero y Camillo Golgi en el Laboratorio de Fisiología, bajo la supervisión del histólogo y fisiólogo Eugenio Oehl. Se graduó en medicina en 1865, a la edad de 23 años, con una disertación sobre la tuberculosis intestinal (Tubercolosi dell’intestino e delle glandole mesenteriche). Viajó a Viena para ampliar sus estudios en los laboratorios de Ernst Wilhelm von Brücke, uno de los fisiólogos más famosos de la época.
En 1867 viajó a Tübingen y al laboratorio de fisiología dirigido por Felix Hoppe-Seyler, donde obtuvo un puesto como asistente y se concentró en las proteínas de la sangre. En 1870, con 28 años, fue llamado para ocupar la cátedra de anatomía y fisiología en la Scuola Superiore di Medicina Veterinaria de la ciudad de Milán, cargo que mantendría hasta 1880.
Entre 1871 y 1880 fue director del 'Instituto de Anatomía' de la misma escuela. De esta es el Compendio di anatomia speciale degli animali domestici (Milano 1874).
A partir de 1907, trabajó como profesor de Fisiología, dirigiendo el Istituto di fisiologia sperimentale de la Scuola Superiore di Medicina Veterinaria de Milano.
En 1910 se retiró de su puesto de docente de profesor de anatomía y fisiología.

## Descubrimientos

### Células de sostén
En la publicación de 1865 describió por primera vez las células nodriza, al publicar su trabajo: Dell’esistenza di particolari cellule ramificate nei canalicoli seminiferi del testicolo umano, donde las describió como células ramificadas de sostén. 
| «Estas células son irregularmente cilíndricas o cónicas con bordes delicados y con núcleos que invariablemente contienen un nucléolo. El citoplasma es transparente, homogéneo y siempre contiene finas gotas de grasa. Estas células están casi siempre provistas de procesos finos muy transparentes en los que también se encuentran gotitas de grasa (….). En algunas de estas células se ve una bifurcación u otros procesos secundarios. Otras células de este tipo envían más procesos que se ramifican ya veces envuelven a otras células» —Enrico Sertoli, 1865. |

Los dibujos originales de Sertoli, ilustran la forma ramificada de estas células y la función de apoyo a la espermatogénesis que él imaginó para ellas, basándose en una descripción detallada de cómo estas células se agrupan para formar nichos cóncavos.
| «Ho inoltre osservato che questi prolungamenti discostandosi dalla cellula formano delle curve, le quali corrispondendo ad altre formate o ad altri prolungamenti o da incurvamento all’interno di un lato della cellula, costituiscono come delle nicchie semicircolari nelle quali vengono ricettate le cellule seminifere (…)» He observado además que estas prolongaciones apartándose de la célula forman una curva, la cual se corresponde al otro formato o a la otra prolongación o se incurvan al interior de un lado de la célula, constituyendo como un nicho semicircular el cual viene a recibir la célula seminífera (…). —Enrico Sertoli, 1865. |

Sertoli estableció que estas células cumplían una «funzione di sostegno» función de sostén y además contribuían al metabolismo de las células seminales.

Fueron otros científicos quienes usaron el apellido de Sertoli, para etiquetar estas células en publicaciones a partir de 1888 (como Victor von Ebner). 

Luego esta célula fue conocida con nombres accesorios como «célula sustentacular» o «célula nodriza» para el desarrollo de las células germinales.
Retomó sus investigaciones sobre estas células en 1878.

Nuevos campos de investigación (sistema linfático, pulmón, músculo, riñón, etc.) le mantuvieron ocupado durante varios años.

Decidió dejar su puesto de docente universitario en 1907.
De 1870 a 1907 fue profesor de anatomía y fisiología en la escuela de medicina veterinaria de Milán. De este período son los artículos: 
- Osservazioni sulla struttura dei canalicoli seminiferi del testicolo, en la Gazzetta Medica Italiana. Lombardia, IV (1871), pp. 413-415;
- Sulla struttura dei canalicoli seminiferi del testicolo, ibid., II (1875), pp. 401-403;
- Sulla struttura dei canalicoli seminiferi del testicolo studiata in rapporto allo sviluppo dei nemaspermi, en el Archivio per le scienze mediche, II (1878), pp. 107-146, 267-295).[8]

### Actualidad de la célula de Sertoli
Entre 1973 y 1990 se publicaron 4000 artículos, solamente en 2002 se publicaron 400 artículos, dedicados específicamente a la célula de Sertoli, que demuestran la importancia y la actualidad del descubrimiento. 

### Espermatogénesis
En estudios posteriores (1871-1878) Sertoli describió la estructura del túbulo seminífero y sus otras células. Publicó varios informes sobre el tema, como: La estructura de los túbulos seminíferos y el desarrollo de las espermátidas en ratas, que en su mayoría permanecieron sin examinar por sus contemporáneos y luego por científicos modernos.
El debate entre los científicos que estudiaban la espermatogénesis a fines del siglo XIX fue sobre el origen de los gametos masculinos a partir de células germinales o a partir de células sustentaculares (de Sertoli).